# Tetragnatha isidis
Tetragnatha isidis là một loài nhện trong họ Tetragnathidae.
Loài này thuộc chi Tetragnatha. Tetragnatha isidis được Eugène Simon miêu tả năm 1880.